# Хвоя

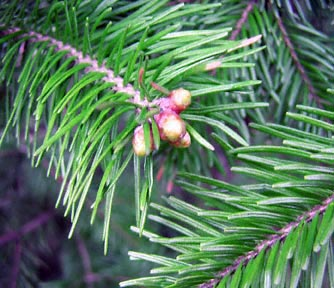
Пихтовая ветка с хвоей и молодыми почка (ботаника)

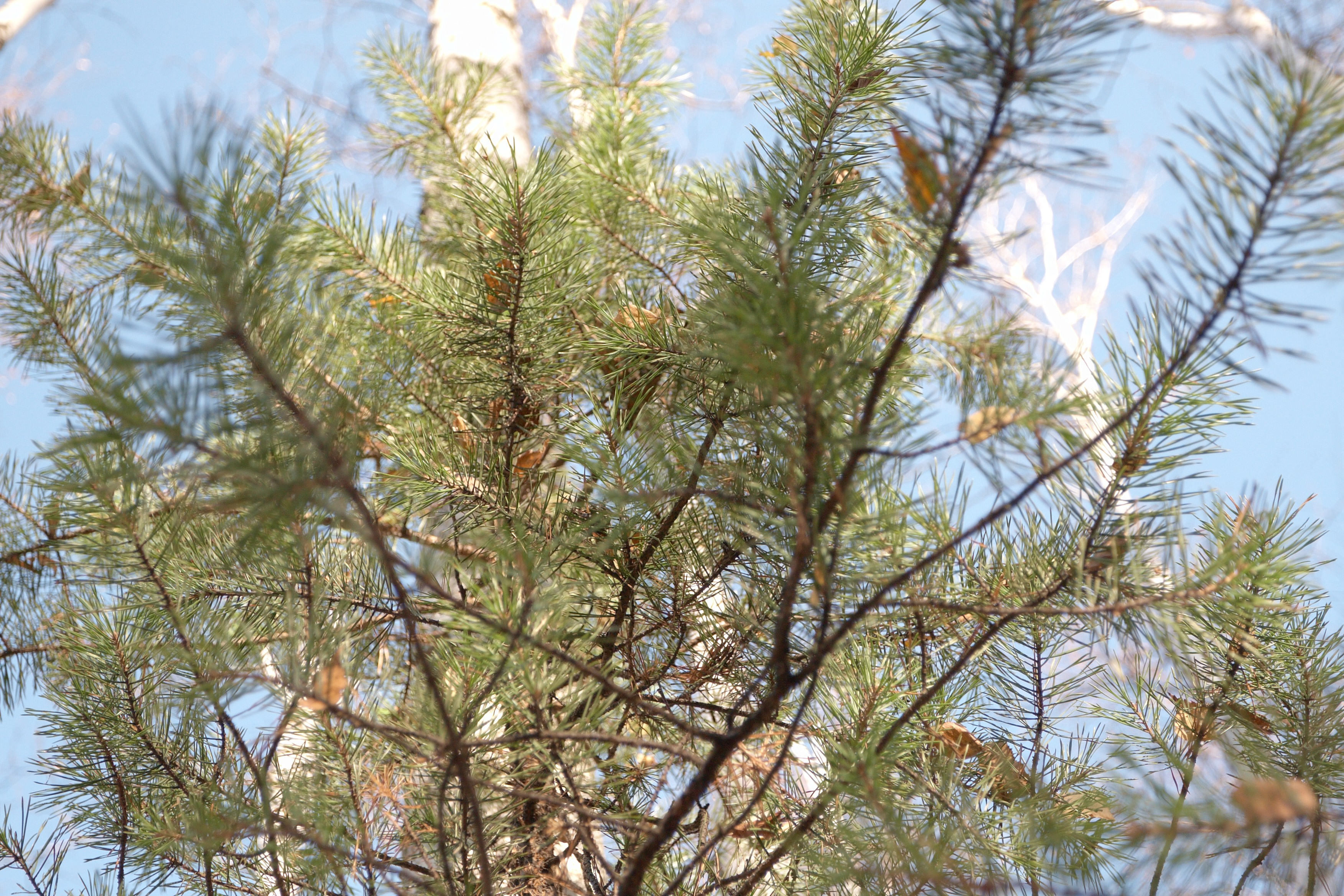
Сосновая хвоя

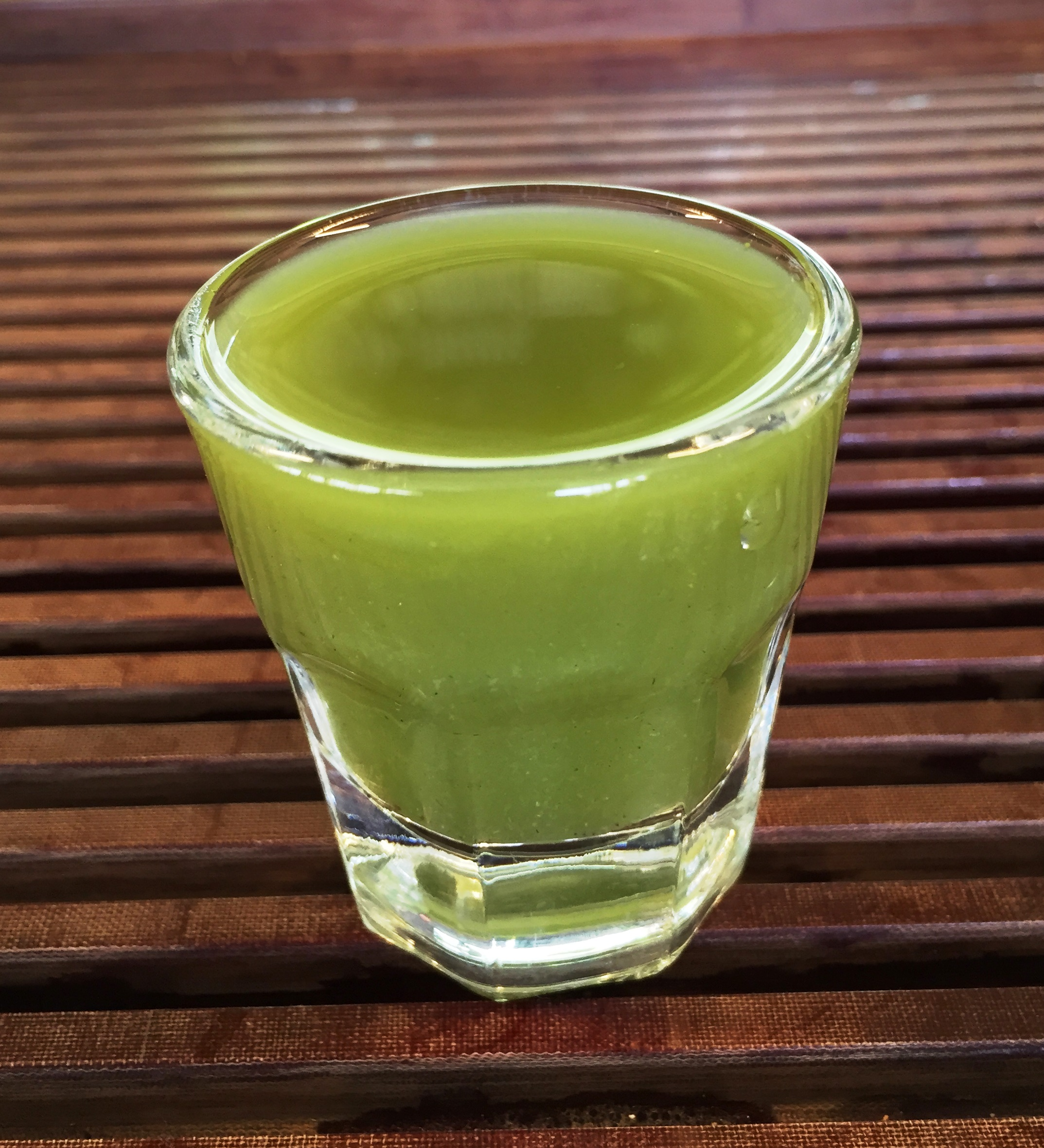
Сок сосновой хвои богат полезными веществами

Хво́я — листоподобные органы многих голосеменных (хвойных) растений — сосны, ели, туи и другие. Молодая хвоя чаще всего бывает игловидной, заостренной, иногда серповидно изогнутой. Зрелая хвоя многих растений становится чешуевидной, укороченной. Хвоя содержит ценные биологические компоненты: хлорофилл (до 1,4 %), витамины, макро- и микроэлементы, фитогормоны, фитонциды, бактериостатические и антигельминтные вещества.

## Лечебные свойства

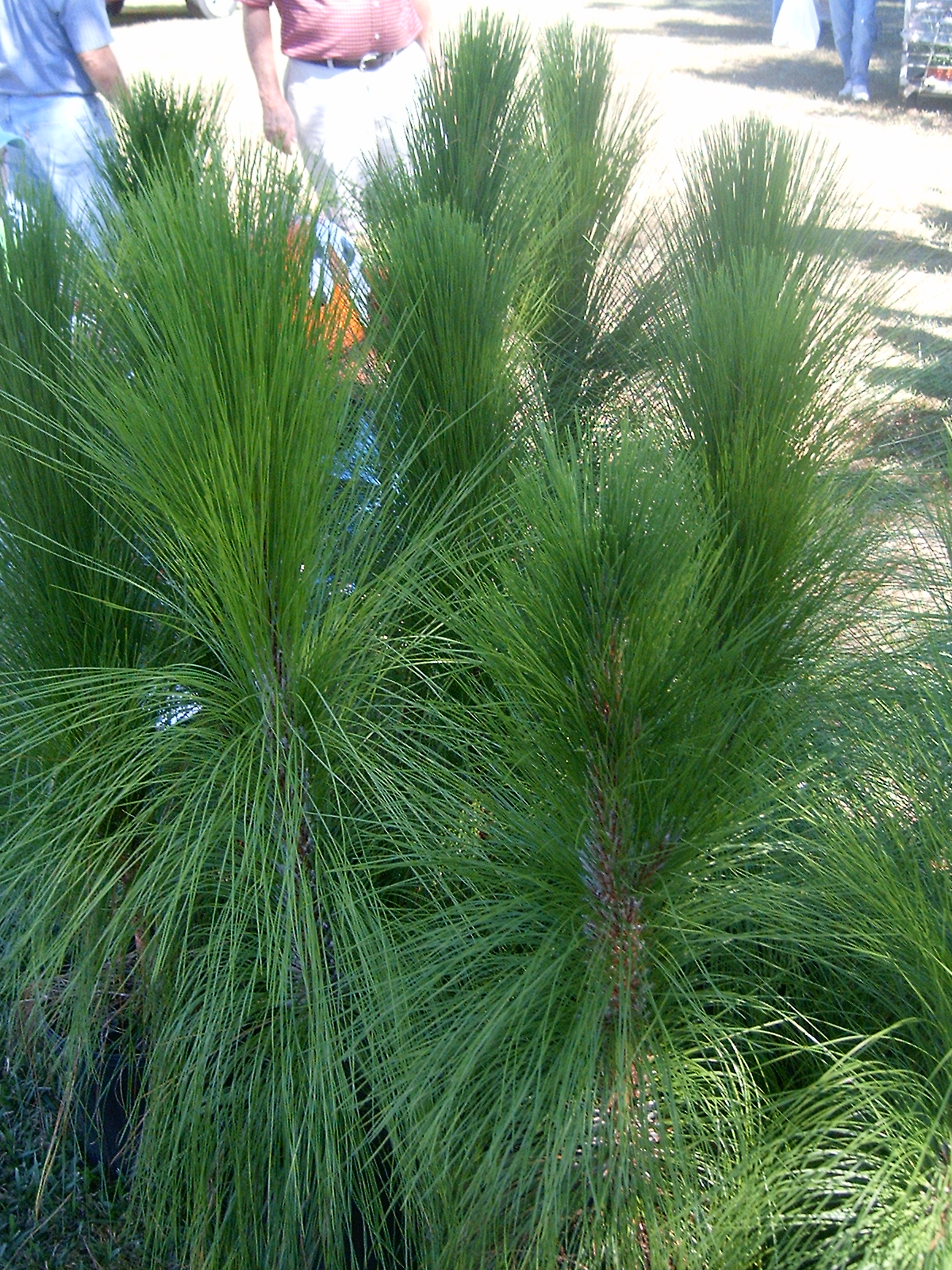
Молодая поросль хвойных деревьев

Хвоя — хороший источник каротина (140—320 мг/кг), его содержание в свежей хвое в течение года меняется незначительно. Она богата также витамином С (до 300 мг%). Уровень витамина С в хвое в зимнее время нарастает, достигая 600 мг%, а летом снижается до 250 мг% в сухом веществе. Хранение еловой хвои в течение месяца при 8-10°С приводит к потере 35 % каротина, а при температуре ниже 5 °C этого не происходит. Свежая хвоя ели и сосны, кроме того, содержит 350—360 мг/кг витамина Е.
В 1 кг сухого вещества хвои ели и сосны содержатся следующие витамины: К — 12 и 20 мг, Р — 900—2300 мг и 2180-3810 мг, В1 — 8 мг и 19 мг, В2 — 7 мг и 5 мг, В3 — 16 мг и 28 мг, РР — 142 мг и 29 мг, В6 — 1,1 мг и 2 мг, Н — 0,06 мг и 0,15 мг, Вс — 7 мг и 8 мг, а также кобальт, железо, марганец и другие минеральные вещества.
В еловой хвое содержатся многие аминокислоты, в том числе и незаменимые.
Хвоя большинства растений (ель, сосна, пихта, можжевельник, кипарис и др.) используется в фармакологии, ароматерапии и парфюмерии. Из хвои сосны и ели получают витаминные препараты.
Хвоя еловых широко используется в бальнеологии в виде седативных хвойных ванн, содержащих фракции пинена, скипидара, флавоноидов, которые назначаются курсом в 15-20 ванн при температуре +35-37 градусов Цельсия, продолжительностью 10-15 минут и готовятся из жидкого (100мл.), порошкообразного (50-70грамм) или таблетированной (30-60грамм) концентратов измельчённого сырья.

### Хвоя в ГУЛАГе
В северных лагерях системы ГУЛАГ СССР отвар хвои использовался как профилактическое средство и лекарство. Генерал армии, Герой Советского Союза, А. В. Горбатов, в конце 1930-х находившийся в качестве заключенного на Колыме, в своих воспоминаниях писал:

Так что же делать? Объявить, что болен, нельзя: урежут хлеб, а чем будут лечить? От всех болезней одно лекарство — настой хвои. Тогда уж одна дорога — под бугор! Значит, тяни, пока можешь…

### Хвоя в блокадном Ленинграде
Типично блокадным продуктом стала «хвойная вода» — её изобрели в Спецлаборатории МПВО Порта в декабре 1941 года как лекарство от цинги. Хвойную настойку делали на Ленинградском ликероводочном заводе ЛИВИЗ. Это было превосходное лекарство с большим содержанием витамина С — памятки для ленинградцев утверждали, что в хвое его больше в пять раз, чем в лимоне.

### Лесная шерсть
С 1840 в Европе из хвои изготавливался волокнистый материал, которым набивались подушки, матрасы, мягкая мебель, каретные подушки, одеяла, подкладка одежды. В России его называли «лесная шерсть», «сосновая шерсть»,  «сосновая вата», «бреславльская шерсть» (по названию города Бреславль). Волокна использовалась, в том числе в госпиталях в качестве ваты. В середине XIX века (с 1854 по 1857) в России при участии Казанского экономического общества под руководством профессора М. Я. Киттары проводились исследования состава хвои (волокна, смолистых и эфирных веществ) и способов её переработки с целью использования при производстве товаров, получения экстракта для эфирно-смоляных ванн. Полученные образцы «сосновой шерсти» были направлены в Департамент Сельского Хозяйства.